# لیگ برتر فوتبال فنلاند
 لیگ برتر فوتبال فنلاند  (به فنلاندی: Veikkausliiga) معتبرترین لیگ فوتبال در کشور فنلاند است که از سال ۱۹۰۸ تاکنون برگزار می‌شود. این لیگ از ۱۲ تیم که از سراسر کشور فنلاند در آن شرکت می‌کنند برگزار می‌شود.
باشگاه فوتبال هلسینکی با ۳۲ قهرمانی پرافتخارترین تیم این سری مسابقات به حساب می‌آید.

## پرافتخارترین باشگاه‌ها
| باشگاه                                 | قهرمانی | نایب قهرمان |
| -------------------------------------- | ------- | ----------- |
| باشگاه فوتبال هلسینکی                  | ۳۱      | ۱۴          |
| باشگاه فوتبال هاکا                     | ۹       | ۷           |
| باشگاه فوتبال هلسینگین پالوسئورا       | ۹       | ۶           |
| باشگاه فوتبال تورون پالوسئورا          | ۸       | ۱۲          |
| باشگاه فوتبال اچ‌آی‌اف‌کی                 | ۷       | ۷           |
| باشگاه فوتبال کوپیون پالوسئورا         | ۶       | ۱۲          |
| باشگاه فوتبال کوسیسی                   | ۵       | ۴           |
| باشگاه فوتبال کیفن                     | ۴       | –           |
| باشگاه فوتبال اوبو                     | ۳       | ۵           |
| Reipas Lahti                           | ۳       | ۳           |
| باشگاه فوتبال واسا                     | ۳       | ۲           |
| باشگاه فوتبال تامپره یونایتد           | ۳       | –           |
| باشگاه فوتبال واسان پالوسئورا          | ۲       | ۵           |
| باشگاه فوتبال کوتکان تیووائن پالویلیات | ۲       | –           |
| OPS                                    | ۲       | –           |
| FC Jazz                                | ۲       | –           |
| باشگاه فوتبال میپا                     | ۱       | ۵           |
| باشگاه فوتبال اینتر تورکو              | ۱       | ۴           |
| SJK                                    | ۱       | ۱           |
| PUS                                    | ۱       | ۱           |
| Sudet Vyborg                           | ۱       | ۱           |
| KPV                                    | ۱       | ۱           |
| FC Ilves                               | ۱       | ۱           |
| Unitas                                 | ۱       | –           |
| HT                                     | ۱       | –           |
| Ilves-Kissat                           | ۱       | –           |
| Pyrkivä Turku                          | ۱       | –           |
| TPV                                    | ۱       | –           |
| IFK Mariehamn                          | ۱       | –           |